# Diocesi di Opo
La diocesi di Opo (in latino: Dioecesis Opuntia) è una sede soppressa e sede titolare della Chiesa cattolica.

## Storia
Opo, identificabile con Kastraki, è un'antica sede vescovile della Grecia. Non appare in nessuna antica Notitia Episcopatuum, segno che la diocesi scomparve ben presto, probabilmente in seguito alle prime invasioni barbariche.
Sono tre i vescovi che Le Quien attribuisce ad Opo. Domno partecipò al concilio di Efeso nel 431. Atanasio è documentato in tre occasioni: prese parte al cosiddetto "brigantaggio" di Efeso del 449 e al concilio di Calcedonia nel 451; e sottoscrisse nel 458 la lettera dei vescovi della Grecia all'imperatore Leone I dopo la morte di Proterio di Alessandria. Callinico infine intervenne al secondo concilio di Costantinopoli nel 553.
Dal 1933 Opo è annoverata tra le sedi vescovili titolari della Chiesa cattolica; la sede è vacante dal 4 ottobre 1980.

## Cronotassi dei vescovi greci
- Domno † (menzionato nel 431)
- Atanasio † (prima del 449 - dopo il 458)
- Callinico † (menzionato nel 553)

## Cronotassi dei vescovi titolari
- John Henry King † (28 maggio 1938 - 4 giugno 1941 nominato vescovo di Portsmouth)
- Lawrence Patrick Whelan † (28 giugno 1941 - 4 ottobre 1980 deceduto)